# Tetê Vasconcellos
Tetê Smith Vasconcellos (, ) é uma cineasta brasileira. Foi indicada ao Oscar de melhor documentário na edição do Oscar 1982 por El Salvador: Another Vietnam, ao lado de Glenn Silber.
Tetê é irmã da política Marta Suplicy.